# Sultandağı (district)
Sultandağı is een Turks district in de provincie Afyonkarahisar en telt 19.847 inwoners (2007). Het district heeft een oppervlakte van 897,86 km².
De bevolkingsontwikkeling van het district is weergegeven in onderstaande tabel.
| 1997   | 2000   | 2007   |
| ------ | ------ | ------ |
| 20.344 | 22.184 | 19.847 |